# Tawang
Tawang (en tibétain : རྟ་དབང, Wylie : Rta-dbang ; en hindi : तवांग, translit. ISO-15919 : tavāṅga) est une petite ville du nord-ouest de l'État d'Arunachal Pradesh en Inde. Située en Himalaya à une altitude d'environ 3 000 m, elle est le chef-lieu du district de Tawang.

## Géographie

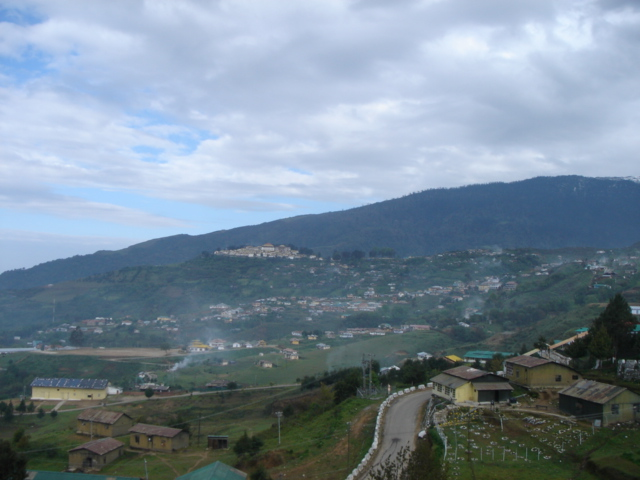
Zone urbaine de Tawang

Tawang est situé à 555 kilomètres au nord de la ville de Guwahati. Elle se trouve à une élévation moyenne de 3 000 mètres.

## Histoire
Tawang faisait partie du Tibet jusqu'en 1914, où elle fut intégrée dans l'Empire britannique à la suite de la Convention de Simla. Elle est revendiquée par les gouvernements de la Chine nationaliste et de la Chine populaire, comme la plus grande partie du territoire de l'Arunachal Pradesh.
Quand il s'exila en mars 1959, le 14e dalaï-lama traversa la frontière entre le Tibet et l'Inde à Tawang. Il y revint en 1996, 1997, 2003 et 2009.
Le 20 octobre 1962 marque le début de la guerre sino-indienne. Le soir de ce jour, les troupes chinoises sont entrées dans Tawang.

## Démographie
Selon les données du recensement de 2011, le Cercle administratif de Tawang, comprenant 77 villages, avait une population de 23 128 habitants (11 202 urbains), dont 65 % d'hommes et 35 % de femmes. La majorité des habitants fait partie du peuple Monpa.
C'est une nette évolution de la population, car selon les données du recensement indien de 2001, la ville de Tawang elle-même avait alors une population de 4 456 habitants. Les hommes représentaient 54 % de la population de la ville ; les femmes 46 %. Tawang possédait un taux d'alphabétisation de 63 %, chiffre supérieur à la moyenne indienne qui était alors de 59,5 %. À Tawang, 17 % de la population avait moins de six ans.

## Culture et religion
Les deux principales fêtes annuelles de Tawang sont le Losar (Nouvel-An Monbas et Tibétains), et le Torgya (Monbas). Tous les trois ans a lieu un Torgya plus grand qui s'appelle Dungyur,.
Le Monastère de Tawang fut érigé par le Mera Lama Lodre Gyasto conformément aux souhaits du 5e dalaï-lama, Nagwang Lobsang Gyatso. Adhérant à l'école Gelugpa, c'est le plus grand monastère bouddhiste de l'Inde. Le nom Tawang (tibétain : རྟ་དབང་ ; Wylie : Rta-dbang) signifie « choisi par un cheval ». Il serait le plus grand monastère bouddhiste dans le monde hors de Lhassa au Tibet C'est un lieu sacré du bouddhisme tibétain puisqu'il est proche du lieu de naissance du 6e dalaï-lama.

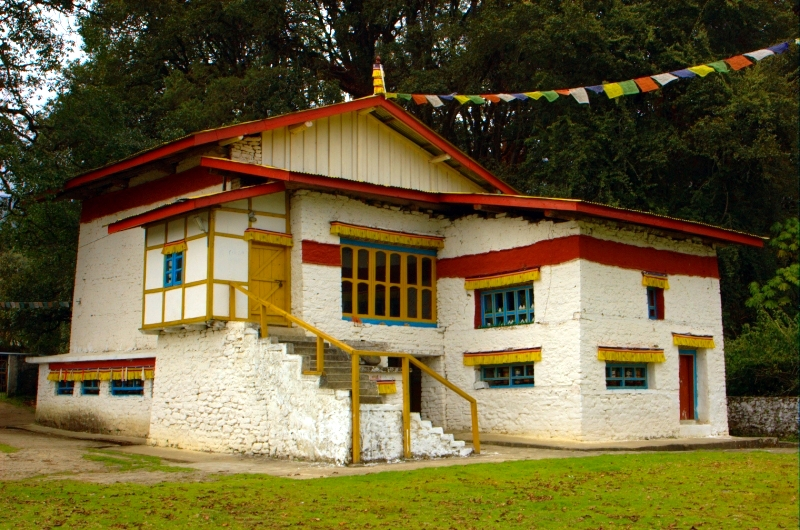
Lieu de naissance du 6e dalaï-lama

## Tourisme
- Monastère de Tawang[11]
- Monastère d'Urgelling[12] ;

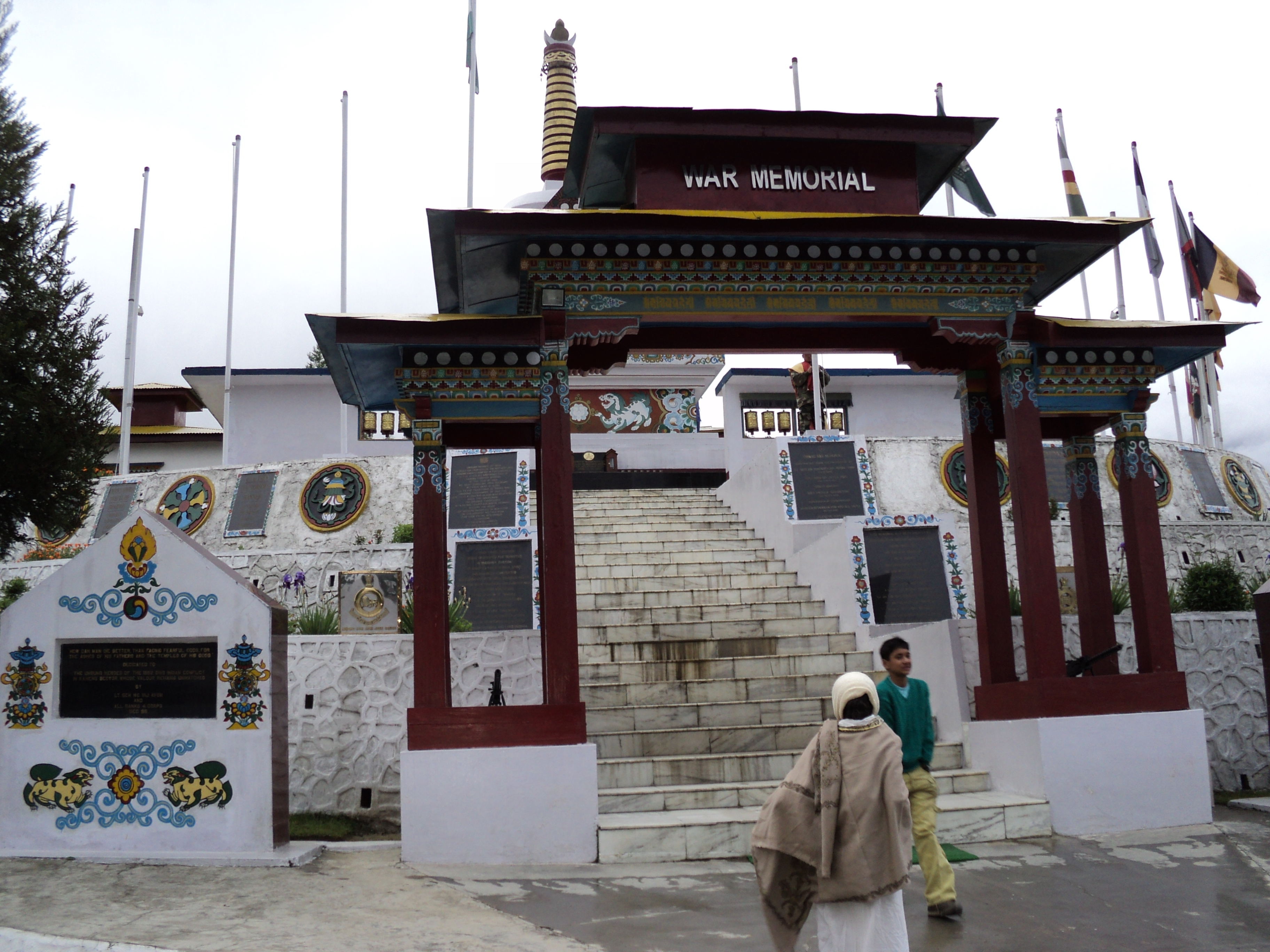
Memorial de la guerre sino-indienne de 1962

- Le Se La (ou Sela), un col de montagne, a une altitude de 4 170 mètres[13] ;
- Pic Gorichen, haut de 6 488 mètres[14];
- Chutes d'eau Bap Teng Kang, hautes de 100 pieds (30,48 mètres), situées à 80 km de Tawang[15] ;
- Le mémorial de la guerre sino-indienne de 1962.

Les touristes peuvent y accéder à partir de l’aéroport de Salonibari, Tezpur en Assam, qui est à 6 heures de route par la route nationale 13 et le col de Sela à 4 170 mètres. 
Un hélicoptère fait aussi la navette une fois par semaine entre Tawang et Guwahati.
Visiter Tawang nécessite un permis de frontière intérieure (inner line permit) pour le touriste indien, accordé par le gouvernement de l'Arunachal Pradesh en ligne, à l'arrivée ou dans divers offices du gouvernement. Le touriste étranger doit demander un PAP (protected area permit) 